# 威靈頓鎮區 (明尼蘇達州倫維爾縣)
威靈頓鎮區（英語：Wellington Township）是位於美國明尼蘇達州倫維爾縣的一個行政鎮區。

## 歷史
威靈頓鎮區於1873年成立，得名自第一代威靈頓公爵阿瑟·韋爾斯利。

## 地方資料
威靈頓鎮區的面積為94.07平方千米，當中陸地面積為93.96平方千米，而水域面積為0.11平方千米。根據2020年美國人口普查的數據，當地共有人口154人，而人口密度為每平方千米1.64人。